# 逛胡同
逛胡同原来是逛妓院，后来引申代指那些嫖客，进而泛指那些作风不正、不正经、在胡同里闲逛的人，也叫“串胡同”。此词经常被媒体误用为中性词语，用来表示游览胡同的意思。

## 歷史
在清代北京，妓院不被主流文化所接受，大多开在胡同。有名的“八大胡同”在前门外大栅栏观音寺以南，具体是说胭脂胡同、百顺胡同、石头胡同、纱帽胡同、王广福斜街、陕西巷、二条营、韩家胡同；旧时是卖身妇女卖笑卖身的地方，这里妓院不仅集中，而且档次较高，所以常被官僚、贵族光顾。日久天长，老北京人便把妓院常客含蓄地说成是“逛胡同”或“串胡同”的了。后来词义不断扩大，把那些作风不正、不正经的人和胡同里的闲人也被称为是“逛胡同”或“串胡同”的。

## 評價
徐珂在《清稗类钞》中录下诗讽刺京城官员的奢靡生活：“除却早衙迟画到，闲来只是逛胡同。”里面最后一句提到的意思就是官吏沉迷于狎妓。